# Agrias tryphon
Agrias tryphon är en fjärilsart som beskrevs av Hans Fruhstorfer 1916. Agrias tryphon ingår i släktet Agrias och familjen praktfjärilar. Inga underarter finns listade i Catalogue of Life.